# Cap Estérias (département)
Le Cap Estérias était un département de la province de l'Estuaire au Gabon. Son chef-lieu était la ville homonyme, laquelle a, depuis, été incorporée dans la nouvelle commune d'Akanda. Le département a été supprimé le 21 février 2013.